# جانقور (تبریز)
جانقور یکی از روستاهای استان آذربایجان شرقی است که در دهستان میدان‌چای بخش مرکزی شهرستان تبریز واقع شده‌است.

## میراث
روستای جانقور در زمان رضا شاه یکی از تفریح گاه‌های شاه به حساب می‌آمد که یک باغ وسیع و یک کاخ سلطنتی از جمله جاهایی بود که رضا شاه برای تفریح به آنجا سفر می‌کرد.
بعد از فروپاشی سلطنت رضا شاه این کاخ توسط اهالی منطقه ویران شد ولی باغ بزرگ در جای خویش استوار است که به زمین‌های کشاورزی افراد منطقه مبدل شده بود

## جمعیت
این روستا حدوداً هزار نفر جمعیت با ۲۵۰ خانوار می‌باشد و گاوداری و کشاورزی سنتی در این روستا رایج بود.
با گذشت زمان و مدرنیته شدن، بیشتر گاوداران و کشاورزان به کارهای صنعتی رو آورده و یا در کارخانه جات مشغول به کار شدند.